# Ciclone Sitrang
A tempestade ciclônica Sitrang foi um ciclone tropical mortal que atingiu Bangladesh e o leste da Índia. Foi a décima depressão, a quinta depressão profunda e a segunda tempestade ciclônica da Temporada de ciclones no Índico Norte de 2022.

## História da tormenta
Sitrang originou-se de uma área de baixa pressão perto da Baía de Bengal. Durante sua existência, a IMD designou como "alta" a possibilidade deste distúrbio se transformar em depressão, segundo o seu primeiro boletim. Dias depois, ao estar em águas quentes e com pouco cisalhamento do vento, a IMD o classificou como depressão sendo chamado de BOB 09, segundo o terceiro boletim. Horas depois BOB 09 ganhou força e no quinto boletim da agência, foi relatado que havia se transformado numa depressão profunda. No dia 23 de outubro, o ciclone ganhou mais força dentro do golfo e chegou ao status de tempestade ciclônica, sendo chamado Sitrang pela IMD. Em seu avanço para Bangladesh, até havia uma previsão de Sitrang se transformar numa tempestade ciclônica severa, mas a previsão não se concretizou. Quando fez landfall no país, o ciclone começou a perder força e foi rebaixado a depressão profunda. Depois, Sitrang continuou enfraquecendo e no décimo-terceiro boletim em PDF, a IMD divulgou sua última informação sobre Sitrang, informando que o ciclone foi rebaixado para uma baixa pressão comum em terra.

## Preparativos e estragos
Antes da chegada do ciclone, o governo local ordenou o fechamento dos 3 aeroportos, interrompeu o trânsito de barcos, e pediu aos pescadores a ancorarem os mesmos às margens da Baía de Bengal. Durante sua passagem, Sitrang causou destruição quando fez landfall em Bangladesh. Árvores caíram, ruas ficaram alagadas e ao menos 24 pessoas morreram. Outras 8 pessoas ficaram desaparecidas. Os ventos sustentados da tormenta alcançaram os 88 km/h e por causa disso linhas telefônicas e de energia foram danificadas. Mais de 2000 postes foram destruídos no país, 8 milhões de pessoas ficaram às escuras e mais de 10 mil pessoas perderam suas casas. Sitrang também afetou o oeste da índia, mas sem causar grandes impactos.